# Экспобанк
АО «Экспобанк» — частный российский банк. Входит в топ-100 надежных банков по версии журнала Forbes.

## Деятельность
Банк работает в корпоративном сегменте, на финансовых рынках, активно представлен в сегментах автокредитования и малого и среднего бизнеса (МСБ). Обладает опытом в реализации сделок по покупке и консолидации активов (M&A).

## История
ООО «Экспобанк» был основан в 1994 году. В марте 2008 года банк был приобретен крупнейшим британским холдингом Barclays Bank PLC и переименован в ООО «Барклайс Банк».
В октябре 2011 года инвесторы с участием Игоря Кима выкупили банк у группы Barclays. Покупка Экспобанка признана сделкой года на рынке банковских слияний и поглощений (M&A) в 2011 году. В начале 2012 года кредитной организации было возвращено имя ООО «Экспобанк» и проведен ребрендинг.
В сентябре 2012 года Экспобанк приобрел 100 % акций ОАО «Сиббизнесбанк». В декабре 2012 года Экспобанк достиг соглашения о консолидации активов с ООО "КБ «Стромкомбанк». В результате сделки Стромкомбанк продолжил свою работу в качестве филиала Экспобанка в Красноярском крае. Процесс присоединения Стромкомбанка завершился в марте 2013 года.
В сентябре 2014 году Экспобанк успешно закрыл сделку по приобретению 100 % акций чешского банка LBBW Bank CZ a.s. у немецкого Земельного банка земли Баден-Вюртемберг. В 2014 году завершился ребрендинг приобретенного банка, он был переименован в Expobank CZ a.s.
В марте 2015 года было объявлено о приобретении якутского МАК-банка у алмазодобывающей компании «АЛРОСА». В июне 2015 года банк был присоединен к Экспобанку.
В ноябре 2015 года Экспобанк и Royal Bank of Scotland Group договорились о покупке дочернего банка RBS в России — «Королевского банка Шотландии» ЗАО. Сделка была закрыта в апреле 2016 года. Журнал EMEA Finance признал покупку «дочки» RBS «Сделкой года-2015».
В декабре 2017 года Экспобанк завершил сделку по покупке АО "АКБ «Япы Креди Банк Москва» у турецкого Yapi ve Kredi Bankasi A.S. Япы Креди Банк Москва — первый турецкий банк, появившийся в России. Его представительство было открыто в 1988 году, в 1993 году банк получил лицензию ЦБ РФ.
В 2018 году Япы Кредит Банк был окончательно присоединен к Экспобанку. В этом же году Экспобанк объявил о покупке 15 % акций СДМ-Банка у Европейского банка реконструкции и развития в качестве портфельной инвестиции.
В 2019 году Экспобанк пришёл к соглашению с акционерами ПАО «Курскпромбанк» о приобретении контрольного пакета акций. К тому времени Курскпромбанк проработал на рынке более 29 лет и был крупнейшим по объёмам активов банком в Черноземье. В январе 2020 года Курскпромбанк был присоединен к Экспобанку в статусе Центрально-Чернозёмного филиала и продолжил работу под его брендом.
В августе 2020 года Экспобанк стал первым российским банком, который выдал кредит под залог цифрового актива.
В августе 2021 года Экспобанк завершил реорганизацию в форме преобразования общества с ограниченной ответственностью (ООО) в акционерное общество (АО).
В феврале 2024 года Экспобанк получил разрешение на приобретение российского подразделения британского банка HSBC. Стороны договорились о продаже летом 2022 года, но для её проведения требовалось одобрение президента России. Сделка была закрыта в конце мая 2024 года.

## Показатели деятельности
Порядка 40 офисов банка открыты в крупнейших городах: в Москве, Санкт-Петербурге, Новосибирске, Кемерове, Курске, Воронеже, Орле, Брянске, Белгороде, Нижнем Новгороде, Екатеринбурге, Перми, Уфе, Красноярске, Сургуте, Владивостоке, Хабаровске и Южно-Сахалинске.

## Рейтинги
- В 2016 году рейтинговое агентство «Эксперт РА» присвоило банку рейтинговую оценку A+ с позитивным прогнозом, а затем отозвало её. В 2019 году рейтинг был возобновлён на уровне ruA- (подтверждался в 2020-2022 годах), в 2023 году был повышен до ruA, в 2024 до ruA+[18].
- В октябре 2023 года рейтинговое агентство НКР повысило кредитный рейтинг АО «Экспобанк» до A.ru со стабильным прогнозом[19]. В октябре 2024 года рейтинг A.ru был подтвержден с прогнозом «позитивный»[20].

## Основной акционер
Основной акционер и председатель Совета директоров Экспобанка — Игорь Владимирович Ким, инвестор и банкир, заслуженный экономист Российской Федерации, реализовавший более 30 сделок по приобретению и консолидации активов (M&A) с участием как российских, так и зарубежных финансовых институтов.

## Председатель правления
Председатель правления и член совета директоров «Экспобанка» в 2011—2016 годах и с марта 2020 года — Кирилл Владимирович Нифонтов. Под его руководством Экспобанк был признан лучшим банком в России в 2014 и 2015 годах по версии европейского журнала EMEA Finance.

## Санкции
12 декабря 2023 года, на фоне российского вторжения на Украину, Экспобанк попал в блокирующий санкционный список США «за деятельность или работу в секторе финансовых услуг в экономике России». 
18 июля 2025 года банк включён в список санкций Евросоюза, которые запрещают европейским финансовым организациям любые транзакции с банком.